# Dori Espeso
Dori Espeso es una psiquiatra, investigadora y psicoterapeuta infantil valenciana, experta en el Síndrome de Ulises en niñez y adolescencia.

## Biografía
Licenciada en medicina y cirugía por la Universidad de Valencia en 1974, se especializó en psiquiatría en la Universidad de Liubliana.
Tras varios años, regresó a España y posteriormente trabajó en Gandía como médica general donde entró en contacto con numerosas personas procedentes de los campos de refugiados de Bosnia cuando estalló la guerra en la antigua Yugoslavia. Colaboró además con la Asociación Valenciana de Ayuda al Refugiado y, debido al interés suscitado, se inscribió en el primer curso de posgrado Salud mental e Intervenciones en Inmigrantes Refugiados y Minorías de la Universidad de Barcelona, impartido por el Dr. Joseba Atxotegi, formando parte de la primera promoción de este curso.

### Trayectoria profesional
Desde entonces se ha dedicado a la investigación y el trabajo sobre el Síndrome de Ulises, descrito en 2002 por el Dr. Atxotegi, centrándose en sus consecuencias en la población emigrante infantil y adolescente. Sobre este tema ha publicado numerosos trabajos tanto en solitario como en colaboración con otros especialistas.
Fue docente en la Universidad de Barcelona, concretamente en el postgrado de Migración y Salud Mental, y en los cursos de verano de la Universidad California-Davis (Sacramento), profesora invitada en numerosas universidades de Estados Unidos (Davis, Berkeley, San Francisco), París y Japón y colabora en el grupo de profesores del mundo de la antropología, la sociología y el trabajo social.
Es psiquiatra del Centro de Salud Mental Infantil y Juvenil (CSMIJ) de Gerona, y ha sido también profesora de residentes de la Universidad de Geronay miembro del Servicio de Atención Psicosocial para Migrantes y Refugiados, con sede en Barcelona.
Asimismo es colaboradora en el Instituto de Asistencia Sanitaria (IAS) de Gerona, grupo de trabajo dirigido por el doctor Marius Koga, de la Universidad de California-Davis, y por el doctor Joseba Atxotegi, de la Universidad de Barcelona.Participó en 2003 en la presentación de dicho síndrome ante la Comisión de Derechos Humanos del Parlamento Europeoy es una de las fundadoras del grupo de trabajo sobre el Síndrome de Ulises (2012) y única especialista en ese grupo sobre dicho síndrome en menores.
Además ha participado en coloquios y congresos, como en la mesa redonda de la Jornada Atención a la Salud Mental de las Personas Refugiadas, en 2016, dedicada al tema Reto de la intervención psicosocial y comunitaria con los refugiados,en el VII congreso de la Red Atenea en Bruselas en 2018 o en la mesa de debate de Universidad de Tokio en Japón en 2020.
También forma parte de la Asociación Red Atenea, para la dignificación del inmigrante y pertenece a la Asociación Mundial de Psiquiatría Transcultural.

## Obra
Tiene varias publicaciones en colaboración con otras personas, todas ellas especialistas en el Síndrome de Ulises, como:
- Concordancia entre evaluadores en la detección de factores de riesgo en la salud mental de la inmigración: Escala Ulises.[9]
- Estudio sociodemográfico de los inmigrantes con síndrome de UlisesEstudio sobre 1.110 inmigrantes atendidos en el SAPPIR in Barcelona.[10]

## Premios y reconocimientos
- 2016. Premio Dean’s Award for Excellence de la Universidad de California al grupo de profesionales dedicados al estudio del "Síndrome de Ulises", del que forma parte.[4][6]